# Керстен, Петер
Петер Керстен (нем. Peter Kersten, род. 1 февраля 1958, Магдебург, ГДР) — немецкий гребец, бронзовый призёр летних Олимпийских игр 1980 года в одиночках, двукратный чемпион мира в составе четвёрки парной, чемпион мира среди юниоров, чемпион ГДР.

## Биография
В 1976 году молодой немецкий гребец Петер Керстен стал чемпионом мира среди юниоров в соревнованиях одиночек. Перейдя на взрослый уровень Керстен совмещал выступления в одиночках с четвёркой парной. Именно в составе четвёрки Петер в 1979 году впервые стал чемпионом мира. Своё звание немецкий экипаж смог защитить в 1981 году.
На летних Олимпийских играх 1980 года в Москве Петер Керстен выступал в соревновании одиночек. Из-за бойкота Игр принять участие не смогли ряд сильных западных спортсменов, в числе которых был и западногерманский гребец Петер-Михаэль Кольбе. Несмотря на то, что безоговорочным фаворитом Игр считался финский гребец Пертти Карппинен Керстен также рассматривался, в качестве одного из претендентов на награду. В своём предварительном заезде Петер занял второе место, расположившись вслед за Карппиненом, и напрямую пробился в полуфинал соревнований. Керстен уверенно выиграл свой заезд, причём его время стало лучшим в рамках всех проведённых на Играх заездах. В финале с самого старта лидерство захватил Карппинен и к финишу его преимущество над ближайшими соперниками составило 2 секунды. Борьба за второе место развернулась между Владеком Лациной, Василием Якушой и Петером Керстеном. За 500 метров до финиша чехословацкий спортсмен шёл впереди, но благодаря мощному финишному рывку победу в битве за серебро одержал советский гребец. Керстену же досталась бронзовая награда.